# Gerold Wiederin
Gerold Wiederin (* 1961 in Feldkirch; † 14. Oktober 2006) war ein österreichischer Architekt und Universitätsprofessor.

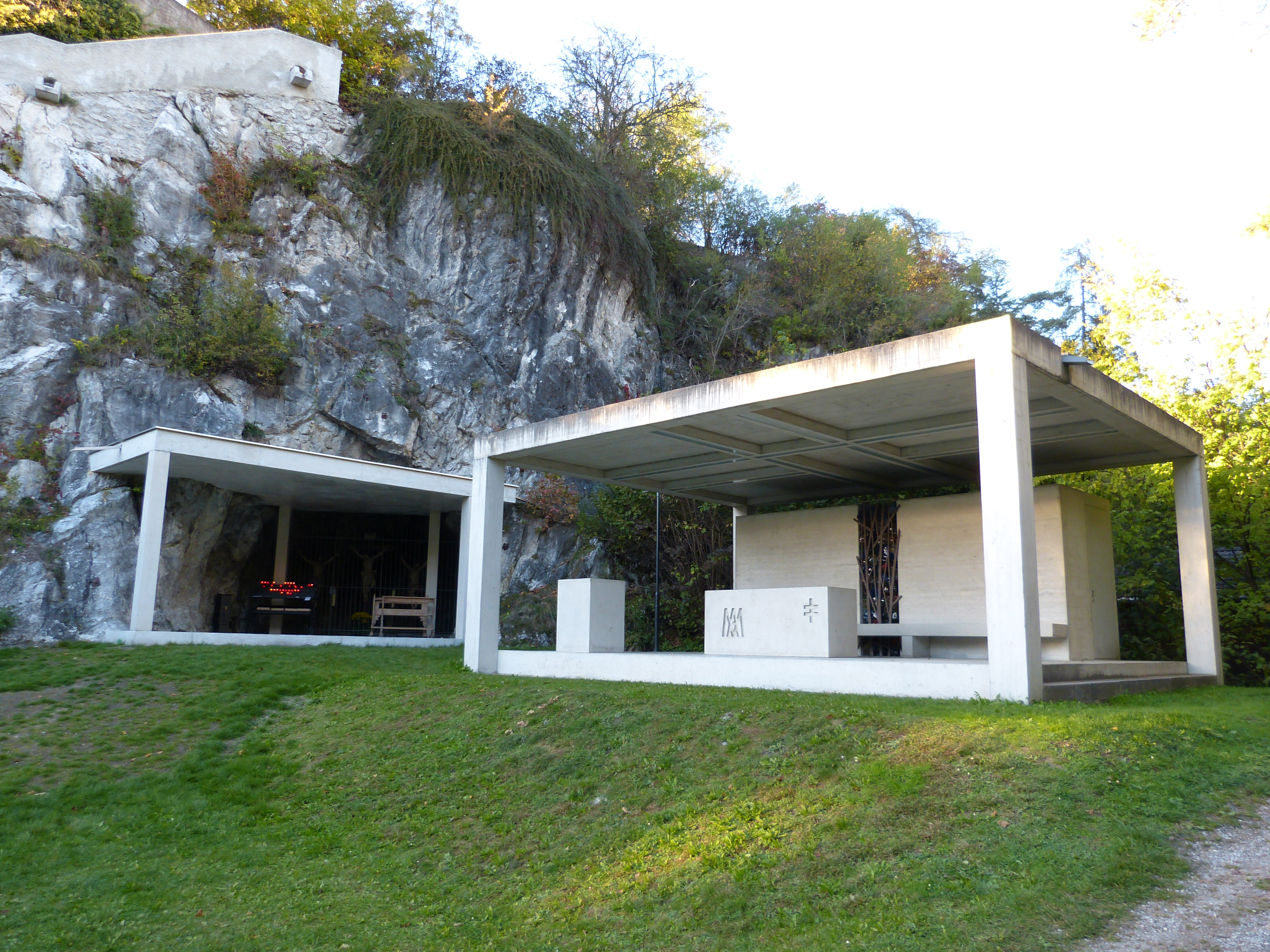
Nachtwallfahrtskapelle Locherboden

## Leben
Gerolf Wiederin studierte Architektur von 1982 bis 1988 an der Technischen Universität Wien. Während und im Anschluss seines Studiums arbeitete er bei Herzog & de Meuron in Basel und machte sich danach in Wien selbstständig.
Wiederin hatte eine Gastprofessur für Sakrale Architektur an der Technischen Universität München inne sowie Lehraufträge an der Accademia di Architettura in Mendrisio und am Institut für Architekturwissenschaften der TU Wien.

## Bauten
als Projektleiter bei Herzog & de Meuron:
- 1986–1992: Siedlung Pilotengasse, Wien
- 1991: Quartierplan Cuncas, Sils im Engadin[1]

eigene Arbeiten:
- 1996: Nachtwallfahrtskapelle Locherboden, Mötz mit Künstler Helmut Federle (2014 verändert)[2]
- 1999: Haus Häfenberg, Dornbirn[3] mit Kienast Vogt Partner
- 2000–2001: Beton-Wandrelief an der Erweiterung Schweizerische Botschaft, Berlin mit Diener & Diener
- 2005: Farbiges Glas am Forum 3 – Novartis Campus, Basel mit Diener & Diener, Günther Vogt und Helmut Federle

## Ehrungen und Preise
- Österreichischer Architekturpreis der Vereinigten Österreichischen Zementindustrie für die Nachtwallfahrtskapelle Locherboden
- Nachtwallfahrtskapelle Locherboden ist Baudenkmal von Mötz